# Ferdinand Schumann-Heink
Ferdinand Schumann-Heink (Hamburgo, Alemanha, 9 de agosto de 1893 – Los Angeles, Califórnia, 15 de setembro de 1958) foi um ator prolífico com mais de 65 filmes. Ele era o filho da cantora de ópera Ernestine Schumann-Heink (1861–1936).
Apesar da maioria de seus filmes eram papéis não creditados, escreveu o roteiro para o filme de 1930, Mamba.

## Filmografia selecionada
- Hell's Angels (1930)
- Blaze o'Glory (1930)